# Кривов, Валерий Михайлович
Вале́рий Миха́йлович Кри́вов (21 сентября 1951, Кричев, Могилёвская область, БССР — 24 декабря 1994, Луганск) — советский волейболист, игрок сборной СССР (1977—1980). Олимпийский чемпион 1980, чемпион мира 1978, чемпион Европы 1977. Связующий. Заслуженный мастер спорта СССР (1980).

## Биография
Волейболом начал заниматься в ДЮСШ города Запорожье. Выступал за команду «Звезда» (Луганск/Ворошиловград). Серебряный призёр чемпионата СССР 1972, бронзовый призёр союзных первенств 1976 и 1979, победитель Кубка обладателей кубков ЕКВ 1973.
В сборной СССР в официальных соревнованиях выступал в 1977—1980 годах. В её составе: олимпийский чемпион 1980, чемпион мира 1978, чемпион Европы 1977.
После окончания игровой карьеры В.Кривов работал тренером. В 1990—1991 — тренер мужской сборной Сирии. В 1991—1994 — тренер команды «Динамо» (Луганск).
Умер 24 декабря 1994 года в Луганске.